# Sassari-Cagliari 1963
La Sassari-Cagliari 1963, tredicesima edizione della corsa, si svolse il 3 marzo 1963 su un percorso di 225 km. La vittoria fu appannaggio dell'italiano Battista Babini, che completò il percorso in 5h14'55", precedendo lo spagnolo Antonio Suárez ed il connazionale Luigi Mele.
Sul traguardo di Cagliari 64 ciclisti portarono a termine la competizione. 

## Ordine d'arrivo (Top 10)
| Pos. | Corridore           | Squadra              | Tempo    |
| ---- | ------------------- | -------------------- | -------- |
| 1    | Battista Babini     | Salvarani            | 5h14'55" |
| 2    | Antonio Suárez      | I.B.A.C.             | s.t.     |
| 3    | Luigi Mele          | Gazzola              | s.t.     |
| 4    | Guido Neri          | San Pellegrino-Firte | s.t.     |
| 5    | Jean-Claude Lebaube | Saint-Raphaël-Gitane | s.t.     |
| 6    | Alfred Rüegg        | Cynar                | s.t.     |
| 7    | Walter Martin       | I.B.A.C.             | a 35"    |
| 8    | Guido Carlesi       | Molteni              | s.t.     |
| 9    | Rik Van Looy        | G.B.C.-Libertas      | s.t.     |
| 10   | Frans Aerenhouts    | G.B.C.-Libertas      | s.t.     |